# Kubousa axillaris
Kubousa axillaris är en skalbaggsart som beskrevs av Hermann Burmeister 1844. Kubousa axillaris ingår i släktet Kubousa och familjen Melolonthidae. Inga underarter finns listade i Catalogue of Life.